# 25 رجب
- السبت
- الأحد
- الاثنين
- الثلاثاء
- الأربعاء
- الخميس
- الجمعة

- 2728 ديسمبر 2024
- 2829 ديسمبر 2024
- 2930 ديسمبر 2024
- 3031 ديسمبر 2024
- 11 يناير 2025
- 22 يناير 2025
- 33 يناير 2025
- 44 يناير 2025
- 55 يناير 2025
- 66 يناير 2025
- 77 يناير 2025
- 88 يناير 2025
- 99 يناير 2025
- 1010 يناير 2025
- 1111 يناير 2025
- 1212 يناير 2025
- 1313 يناير 2025
- 1414 يناير 2025
- 1515 يناير 2025
- 1616 يناير 2025
- 1717 يناير 2025
- 1818 يناير 2025
- 1919 يناير 2025
- 2020 يناير 2025
- 2121 يناير 2025
- 2222 يناير 2025
- 2323 يناير 2025
- 2424 يناير 2025
- 2525 يناير 2025
- 2626 يناير 2025
- 2727 يناير 2025
- 2828 يناير 2025
- 2929 يناير 2025
- 3030 يناير 2025
- 131 يناير 2025

25 رجب أو 25 رجب الفرد أو 25 رجب المُرجَّب أو يوم 25 \ 7 (اليوم الخامس والعشرون من الشهر السابع) هو اليوم الثاني بعد المائتين (202) من أيَّام السنة (أو الثالث بعد المائتين لو كان شهر جمادى الآخرة مُتممًا لليوم الثلاثين أو الرابع بعد المائتين لو أتم كلاً من صفر وربيع الآخر وجمادى الآخرة ثلاثين يوماً) وفق التقويم الهجري القمري (العربي). يبقى بعده 152 أو 153 يومًا لانتهاء السنة.

## أحداث
- 690 هـ - المسلمون يفتحون مدينة بيروت التي كانت تحت السيطرة الصليبية.
- 922 هـ - وقوع معركة مرج دابق بين المماليك بقيادة السلطان قانصوه الغوري والعثمانيين بقيادة السلطان سليم الأول، وانتهت المعركة بانتصار العثمانيين، وسقوط الشام في أيديهم.
- 1145 هـ - الشاه الإيراني نادر خان الأفشاري يحاصر مدينة بغداد التي كانت خاضعة للدولة العثمانية، واستمر هذا الحصار 7 أشهر و8 أيام بعد هزيمته العسكرية الكبيرة أمام العثمانيين.
- 1262 هـ - محمد علي باشا والي مصر يزور إستانبول عاصمة الدولة العثمانية؛ لتقديم فروض الولاء والطاعة بعد سنوات من الحرب بين الجانبين، وكان عمره آنذاك 77 عامًا، وتعدّ هذه الزيارة هي الأولى والأخيرة له للعاصمة العثمانية، واستمرت زيارته 29 يومًا.
- 1289 هـ - الدولة العثمانية تصدر فرمانًا (قانونًا) يجيز لخديوي مصر إسماعيل باشا الاقتراض من الخارج، وقد دفع إسماعيل مئات الآلاف من القطع الذهبية كرشاوى في سبيل الحصول على هذا الفرمان الذي كان سببًا رئيسيًّا في الاحتلال البريطاني لمصر.
- 1299 هـ - نشوب مشادة بين أحد المصريين ورجل مالطي في الإسكندرية تطورت إلى مذبحة، كانت ذريعة للتدخل البريطاني واحتلال مصر، تحت دعاوى عدم قدرة العرابيين على حماية الأجانب.
- 1347 هـ - الأم تريزا تصل إلى كلكتا، الهند وتبدأ في مساعدة الفقراء والمرضى.
- 1370هـ - تأسيس مؤسسة النقد السعودي لسك وتوحيد العملات.
- 1372 هـ - إنشاء اتحاد البريد العربي.
- 1377 هـ - العراق والأردن يتحدان في اتحاد قومي أطلق عليه الاتحاد العربي الهاشمي.
- 1381 هـ - رئيس الوزراء السوري معروف الدواليبي يعلن عن توسط سوريا لحل النزاع الكويتي العراقي.
- 1391هـ - قيام الملك فيصل بن عبدالعزيز آل سعود بافتتاح المدينة العسكرية في المنطقة الجنوبية وعُرفت فيما بعد بـ «مدينة الملك فيصل العسكرية».
- 1401 هـ - طائرات إسرائيلية تغير على منطقة «الدامور» في ليبيا وتدمر منصات صواريخ «سام-9».
- 1412 هـ - الهند تعلن إقامة علاقات دبلوماسية كاملة مع إسرائيل.
- 1429 هـ - مقتل المغنية اللبنانية سوزان تميم في شقتها في دبي، وإيجاد جثتها مفصولة الرأس عن الجسد.
- 1430 هـ - تفجيران في فندقين من أفخم فنادق العاصمة الإندونيسية جاكارتا، والاشتباه في وقوف الجماعة الإسلامية في جنوب شرق آسيا خلف الحادث.
- 1433 هـ - المحكمة الدستورية العليا في مصر تقضي بعدم دستورية قانون العزل السياسي والذي أقره مجلس الشعب لمنع ترشح من كان يعمل ضمن نظام الرئيس السابق محمد حسني مبارك بالانتخابات الرئاسية، كما أمرت المحكمة ببطلان عضوية ثلث أعضاء مجلس الشعب وذلك للأعضاء المنتخبين على المقاعد الفردية وهذا ما يعني حسب الحكم بحل المجلس كاملًا.
- 1435 هـ - الرئيس اللبناني ميشال سليمان يغادر قصر بعبدا الرئاسي بعد انتهاء ولايته الدستورية دون أن يقوم بتسليم الرئاسة بسبب فشل مجلس النواب اللبناني بانتخاب رئيس جديد للبلاد.
- 1436 هـ - مقتل 45 شخصًا على الأقل في هجوم مسلح على حافلة في كراتشي أكبر مدن باكستان.
- 1438 هـ - مقتل أكثر من 140 جُندي أفغاني في هُجُومٍ مُسلَّح على مُعسكر شاهين بِمدينة مزار شريف تبنته حركة طالبان، وذلك أثناء صلاة الجمعة.
- 1440 هـ - انعقاد القمة العربية الثلاثين في تونس العاصمة.

## مواليد
- 892 هـ - إسماعيل الصفوي، مؤسس الدولة الصفوية.
- 1256 هـ - مراد الخامس، خليفة المسلمين الخامس بعد المائة وسلطان العثمانيين الثالث والثلاثين.
- 1352 هـ - جلال طالباني، سياسي كردي ورئيس الجمهورية العراقية.
- 1358 هـ - أنعام سالوسة، ممثلة مصرية.
- 1368 هـ - أحمد حميده، كاتب مصري.
- 1395 هـ - عزيز إسكندر، ممثل سوري.
- 1396 هـ - وحيد هاشميان، لاعب كرة قدم إيراني.
- 1400 هـ - سعود كريري، لاعب كرة قدم سعودي.

## وفيات
- 183 هـ - موسى الكاظم، الإمام السابع عند الشيعة الإثنا عشرية.
- 922 هـ - قانصوه الغوري، آخر سلاطين المماليك البرجية.
- 1306 هـ - السيد أحمد خان، مصلح إسلامي هندي.
- 1370 هـ - منصور بن عبد العزيز آل سعود، وزير الدفاع والطيران السعودي السابق.
- 1378 هـ - عمر راسم، رسام وخطاط وصحفي جزائري.
- 1414 هـ - عليه عبد المنعم، ممثلة مصرية.
- 1417 هـ - عبد الحميد كشك، داعية إسلامي مصري.
- 1426 هـ - أنطون مقدسي، مفكر وفيلسوف سوري.
- 1429 هـ - سوزان تميم، مغنية لبنانية.
- 1433 هـ - فريال صالح، مذيعة مصرية.

## وصلات خارجية
- موقع قصة الإسلام: حدث في شهر رجب.